# Alois Josef Schrenk
Alois Josef Schrenk, znany także jako: Josef Schrenk Freiherr von Nötzig; Alois Josef svobodný pán Schrenk, (ur. 25 marca 1802 r. w Zbenicach; zm. 5 marca 1849 w Pradze) – czeski duchowny kościoła katolickiego, biskup pomocniczy ołomuniecki w 1838 r., a następnie arcybiskup metropolita praski i prymas Czech.

## Życiorys
Josef Schrenk urodził się w 1802 r. w rodzinie wolnych panów z Schrenk i Nötzig. W młodości zdecydował się na studia teologiczne po których ukończeniu otrzymał 22 sierpnia 1822 r. święcenia kapłańskie. Pracował następnie w parafiach na terenie Królestwa Czeskiego. 12 lutego 1838 r. papież Grzegorz XVI mianował go biskupem tytularnym Ptolamais in Phoenica i przydzielił go jako biskupa pomocniczego do archidiecezji ołomunieckiej. Jego konsekracja biskupia miała miejsce 23 marca tego samego roku.
Jeszcze w tym samym roku zmarł prymas Czech Andrzej Alojzy Ankwicz. Zgodnie z życzeniem cesarza Ferdynanda I Habsburga-Lotaryńskiego, Schrenk został wybrany na nowego arcybiskupa metropolitę praskiego 20 czerwca 1838 r., na co swoją zgodę papież wyraził 17 września w tym samym roku. 4 listopada 1838 r. objął on oficjalnie rządy w archidiecezji przeprowadzając ingres do katedry św. Wita w Pradze. Miał wtedy 36 lat. Zmarł jedenaście lat później, w 1849 r.